# Edward Pease
Edward Pease (Darlington, 31 mei 1767 - 31 juli 1858) was een Brits spoorwegeigenaar.
Pease werd geboren in de lokaal prominente familie Pease. Hij ging in Darlington naar school. Aansluitend bezocht hij een Quaker-kostschool in Leeds. In zijn werkzame leven was hij actief in de wolhandel van zijn familie. Toen hij vijftig jaar oud was richtte hij zijn aandacht op wat nieuws. Hij maakte zich sterk voor een tramway die de kolenmijnen in County Durham moest verbinden met de haven van Stockton-on-Tees. Hij wist een aantal lokale zakenlieden over te halen dit plan te steunen. In 1821 keurde het Britse parlement het plan goed. 
In eerste instantie plande Pease een tramweg waar de wagons door paarden zouden worden getrokken. George Stephenson en Nicholas Wood, de ingenieur en manager van de Killingworth Colliery, wisten hem echter over te halen om in plaats daarvan  stoomlocomotieven te gebruiken. Stephenson werd als projectleider aangesteld. De Stockton and Darlington Railway werd op 27 september 1825 geopend. Door de dood van een van zijn zonen een dag eerder kon Edward Pease niet bij de feestelijke opening aanwezig zijn. 
In 1829 trad Pease terug uit zijn spoorwegmaatschappij. Hij droeg zijn functie over aan zijn tweede zoon Joseph Pease. 
Pease was een aanhanger van de anti-slavernijbeweging. Ook steunde hij Elizabeth Fry in haar campagne om het gevangeniswezen te hervormen. 
Hij huwde Rachel Whitwell. Onder hun kinderen waren John Pease (1797-1868), Joseph Pease (1799-1872), Isaac Pease (1805-1825) en Henry Pease (1807-1881).